# Onoare
Onoarea (din latină honos, honoris) este o integritate morală, probitate, corectitudine; demnitate, cinste, reputație, prestigiu, faimă, vază. 

## Titluri onorifice
Termenul de onoare poate fi asociat cu atribuirea de titluri onorifice, ca dovadă a unei condiții sociale ridicate sau a unor rezultate excepționale. Sunt recunoscute titluri onorifice precum "Alteța Sa" pentru persoanele din familii nobiliare, sau "Excelența Sa" pentru persoane de rang înalt în societate.
În Olanda există formule standard de adresare politicoasă către cei care dețin titluri și/sau funcții universitare, care depind de titlu sau funcție, însă în practică majoritatea olandezilor ignoră această regulă.
În România, autoritățile diverselor localități pot conferi titlul de cetățean de onoare unor personalități originare din localitate sau reprezentative pentru aceasta.

## Istorie
Soldații, încă din cele mai vechi timpuri, erau nevoiți să respecte un Cod de onoare. Pentru aceștia, onoarea rămâne o îndatorire, constantă în conduita lor de războinici. Se spune că un războinic alegea să moară onorabil decât să dea bir cu fugiții.

## Legal
- Onoarea și reputația sunt drepturi umane stabilite prin Declarația Universală a Drepturilor Omului, care la art.12 stipulează: „Nimeni nu va fi supus la imixtiuni arbitrare în viața sa personală, în familia sa, în domiciliul lui sau în corespondența sa, nici la atingeri aduse onoarei și reputației sale.”